# Reliant Sabre
Der  Reliant Sabre ist ein kleiner Sportwagen, der von der Reliant Motor Company in Tamworth (England) von 1961 bis 1965 gebaut wurde.

## Geschichte
Der Sabre wurde zusammen mit dem israelischen Automobilhersteller Autocars Company Ltd. entwickelt. 1961 erschienen zunächst zweitürige Cabriolets mit Hinterradantrieb, Scheibenbremsen vorne, Zahnstangenlenkung und vollsynchronisiertem Getriebe von ZF. Die Vorderräder waren an geschobenen Schwingen (Schräglenkern) aufgehängt. Der vorn eingebaute Vierzylinder-Reihenmotor vom Ford Consul leistete 57–73 bhp (42–54 kW) bei 1.703 cm³ Hubraum und die Höchstgeschwindigkeit lag bei mindestens 145 km/h. Die Karosserien beruhten ursprünglich auf denen des Ashley 1172, für den Reliant sich die Rechte kaufte. Coupés wurden im Juni 1962 eingeführt; insgesamt wurden 208 Autos dieses Typs gefertigt.
1962 wurde ein Reliant Sabre Six mit einem Sechszylinder-Reihenmotor von Ford mit 2.553 cm³ Hubraum und einer Leistung von 98 bhp (73 kW) eingeführt, der die Wagen auf 177 km/h brachte und sie in 12,2 s von 0 bis 100 km/h beschleunigte. Die Frontpartie des Sabre Six unterschied sich von der des ursprünglichen Sabre, aber die ersten 17 Sabre Six hatten die Radaufhängungen aus dem Triumph TR4 mit Doppelquerlenkern vorn und blattgefederter Starrachse hinten. Insgesamt entstanden 77 Sabre Six, davon 75 Coupés und 2 Cabriolets.

## Trivia
Modesty Blaise hatte im Buch I Lucifer einen Sabre Six.